# Paco Soares
Francisco Edvan Soares de Souza, meglio noto come Paco Soares (São Luís, 14 dicembre 1979), è un ex calciatore brasiliano, di ruolo attaccante.

## Caratteristiche tecniche
Seconda punta classica, grazie al fisico esile particolarmente abile nello stretto e negli scatti brevi.

## Carriera
Dopo poche esperienze in squadre giovanili brasiliane passa alla squadra honduregna del Club Deportivo Motagua, successivamente si trasferisce giovanissimo in Italia (17 anni), venendo ingaggiato dalla Sampdoria che punta subito sul giovane brasiliano dandogli la possibilità di giocare alcune partite in Serie A, nelle quali riuscirà a segnare anche un gol nella partita pareggiata 2 a 2 contro il Parma, nonostante in quella stagione fosse chiuso da attaccanti come Vincenzo Montella e Giuseppe Signori. L'anno successivo viene ceduto all'Empoli in Serie A che lo gira in prestito alla Fidelis Andria in Serie B dove colleziona poche presenze senza mai andare a segno.
L'anno successivo l'Empoli non gli rinnova la fiducia e lo cede a titolo definitivo alla Carrarese in Serie C1 dove si ritaglia un suo spazio e riesce a mettere a segno 5 reti. L'anno successivo viene richiesto dalla Lucchese sempre nella stessa categoria ma non trova mai spazi e non andrà mai a segno. A metà stagione torna ad Andria scendendo ancora una volta di categoria (Serie C2), ritrovando il feeling con il gol mettendo a segno 6 reti nel finale di stagione: questo gli permette di tornare in C1 ingaggiato dall'Arezzo, dove rimane solo per mezza stagione fin quando tornerà in Serie C2 con la maglia del Fano.
La stagione successiva torna ancora una volta ad Andria dove giocherà quasi sempre titolare, e negli anni successivi andrà a giocare nella Nocerina, società militante in C2 che a metà stagione lo cederà alla concorrente Taranto: con la squadra pugliese esordirà il 9 gennaio del 2005 contro la Juve Stabia, dopo di ciò altre 3 presenze incolori prima di rescindere il contratto.
Dopo questa ennesima esperienza italiana deciderà dapprima di tornare alla squadra honduregna che lo lanciò, poi torna in Italia e decide di scendere nuovamente di categoria giocando in serie D dapprima nel Budoni e successivamente nel Bojano sempre nella stessa categoria.
Nel 2008 lascia l'Italia per trasferirsi in Grecia all'Apollōn Kalamarias, club che lascerà dopo una sola stagione con tre sole presenze senza alcun gol.
L'anno seguente è infatti in Belgio tra le file del Royal Football Club de Liège, seconda squadra della città belga, club militante nella seconda divisione. L'ingaggio è breve ed a fine anno e dopo solo tre presenze in campionato, senza segnare alcun gol, ottiene lo svincolo.
Nel marzo del 2011, dopo aver effettuato alcuni allenamenti per un breve periodo nel Marsala, viene tesserato dalla compagine siciliana del Noto, militante in serie D.
Ritiratosi dal calcio giocato si è dedicato al beach soccer guidando da allenatore giocatore la squadra del Brasile in occasione del mundialito di categoria del 2013.
Nel Dicembre 2015 decise di ritornare a giocare venendo ingaggiato dalla Gaviese,  squadra piemontese militante in Promozione girone D.

## Statistiche parziali

### Presenze e reti nei club
Statistiche aggiornate 2011.
| Stagione              | Squadra               | Campionato            | Campionato | Campionato | Coppe nazionali | Coppe nazionali | Coppe nazionali | Coppe continentali | Coppe continentali | Coppe continentali | Altre coppe | Altre coppe | Altre coppe | Totale | Totale |
| Stagione              | Squadra               | Comp                  | Pres       | Reti       | Comp            | Pres            | Reti            | Comp               | Pres               | Reti               | Comp        | Pres        | Reti        | Pres   | Reti   |
| --------------------- | --------------------- | --------------------- | ---------- | ---------- | --------------- | --------------- | --------------- | ------------------ | ------------------ | ------------------ | ----------- | ----------- | ----------- | ------ | ------ |
| 1996-1997             | Motagua               | LNH                   | 14         | 6          | -               | -               | -               | -                  | -                  | -                  | -           | -           | -           | 14     | 6      |
| 1997-1998             | Sampdoria             | A                     | 8          | 1          | -               | -               | -               | -                  | -                  | -                  | -           | -           | -           | 8      | 1      |
| 1998-set 1998         | Empoli                | A                     | 0          | 0          | -               | -               | -               | -                  | -                  | -                  | -           | -           | -           | 0      | 0      |
| set 1998-1999         | Fidelis Andria        | B                     | 6          | 0          | -               | -               | -               | -                  | -                  | -                  | -           | -           | -           | 6      | 0      |
| 1999-2000             | Carrarese             | C1                    | 21         | 5          | -               | -               | -               | -                  | -                  | -                  | -           | -           | -           | 21     | 5      |
| 2000-2001             | Lucchese              | C1                    | 7          | 0          | -               | -               | -               | -                  | -                  | -                  | -           | -           | -           | 7      | 0      |
| 2001-2002             | Fidelis Andria        | C2                    | 14         | 6          | -               | -               | -               | -                  | -                  | -                  | -           | -           | -           | 14     | 6      |
| 2002- gen 2003        | Arezzo                | C1                    | 9          | 1          | -               | -               | -               | -                  | -                  | -                  | -           | -           | -           | 9      | 1      |
| gen 2003- giu 2003    | Fano                  | C2                    | 12         | 3          | -               | -               | -               | -                  | -                  | -                  | -           | -           | -           | 12     | 3      |
| 2003-2004             | Fidelis Andria        | C2                    | 29         | 6          | -               | -               | -               | -                  | -                  | -                  | -           | -           | -           | 29     | 6      |
| 2004-gen 2005         | Nocerina              | C2                    | 11         | 1          | -               | -               | -               | -                  | -                  | -                  | -           | -           | -           | 11     | 1      |
| gen 2005-giu 2005     | Taranto               | C2                    | 4          | 0          | -               | -               | -               | -                  | -                  | -                  | -           | -           | -           | 4      | 0      |
| 2005-2006             | Motagua               | LNH                   | 0          | 0          | -               | -               | -               | -                  | -                  | -                  | -           | -           | -           | 0      | 0      |
| Totale Fidelis Andria | Totale Fidelis Andria | Totale Fidelis Andria | 49         | 12         |                 |                 |                 |                    |                    |                    |             |             |             | 49     | 12     |
| Totale carriera       | Totale carriera       | Totale carriera       | 135        | 29         |                 |                 |                 |                    |                    |                    |             |             |             | 135    | 29     |